# Știuca
Știuca est une commune de Roumanie, située dans le județ de Timiș.

## Démographie
Lors du recensement de 2011, 62,82 % de la population se déclarent ukrainiens et 34,08 % roumains (1,65 % ne déclarent pas d'appartenance ethnique et 1,43 % déclarent appartenir à une autre ethnie).

## Politique
| Parti | Parti                           | Sièges |
| ----- | ------------------------------- | ------ |
|       | Parti national libéral (PNL)    | 5      |
|       | Parti Mouvement populaire (PMP) | 4      |
|       | Parti social-démocrate (PSD)    | 2      |